# Кенаса (Галич)
Галицька кенаса — молитовний будинок караїмів, була розташована в центрі вулиці Караїмської у місті Галич Івано-Франківської області. Вперше згадується дерев'яна кенаса в Галичі в 1767 році.

## Історія
Близько 1246 року до Галича з Криму приїхало 80 караїмських родин. Селилися вони на вулиці Караїмській і в с.Залуква. Перша кенаса галицької громади караїмів була збудована з дерева і була знищена під час пожежі в місті у 1830. На її місці караїми під керівництвом газзана Абраама Леоновича збудували нову кам'яну святиню..
Під час Першої світової війни кенаса була зруйнована. Будівля була відновлена польськими консерваційними службами у 1924—1926 роках.
У 1959 році радянська влада заборонила відправу служб у кенасі, а будівля храму використовувалась як склад та майстерні. У 1986 будівля буда зруйнована у зв'язку з планами будівництва поруч 9-поверхового будинку.
Майно кенаси вдалося врятувати завдяки попередженню, котре передав тодішній голова райвиконкому Іван Галущак. Більшість елементів інтер'єру перебуває зараз у Музеї караїмської історії та культури, створеному при Національному заповіднику «Давній Галич» у 2004 році. В одному з приміщень музею експонується згорток Тори, менори, мезуза. Чотириметровий вівтар, де зберігався згорток Тори, був перевезений до Малої Кенаси у Євпаторії. Крім того кришталева люстра з кенаси Галича прикрасила відреставровану кенасу у Вільнюсі.
Фундамент кенаси знаходиться в 4 м від південного боку (дев'ятиповерхівки) та за 18 м, через дорогу, на північ від будівлі Галицького районного суду.
У 2020 році на місці зруйнованої кенеси було встановлено пам'ятний знак.

## Архітектура
Храм являв собою приклад адаптації польської архітектури, характерної для регіону Малопольщі. Це була квадратна в плані будівля, з настінним декором у стилі класицизму. З кожної сторони, крім тильної, у верхній частині були півкруглі вікна. Головний фасад увінчував декоративний фронтон, контур якого прикрашали фігурні вази на квадратних стовпчиках. На фронтоні були барельєфи, на яких зображені зірки Давида на тлі арабески. Внутрішнє оздоблення кенаси було покрито квітковими мотивами написами польською та івритом. На фронтоні чітко виднівся старобіблійний напис: «Im eshkaech Yerushalaim tishkach yemini. Tidbak l’shoni l’chiki im lo ezkerechi» ( «Якщо тебе, Єрусалиме, я забуду, нехай забудеться моя десниця! Нехай прилипне язик мій до піднебіння, коли тебе я не згадаю». Тегілім 137 : 5, 6 ). 

## Галерея

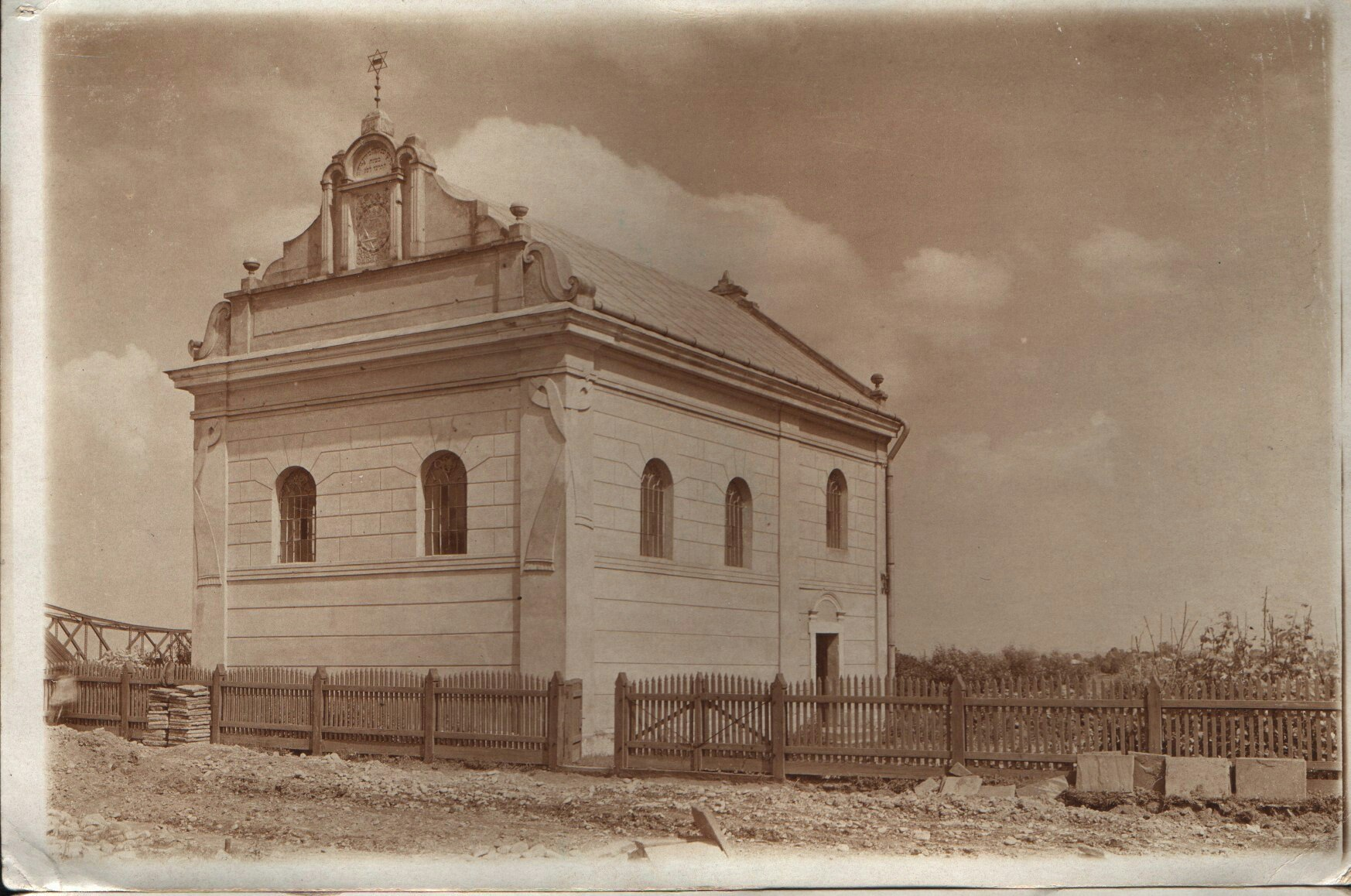
Кенеса в Галичі. Фото Тадеуша Ковальського 1926 року
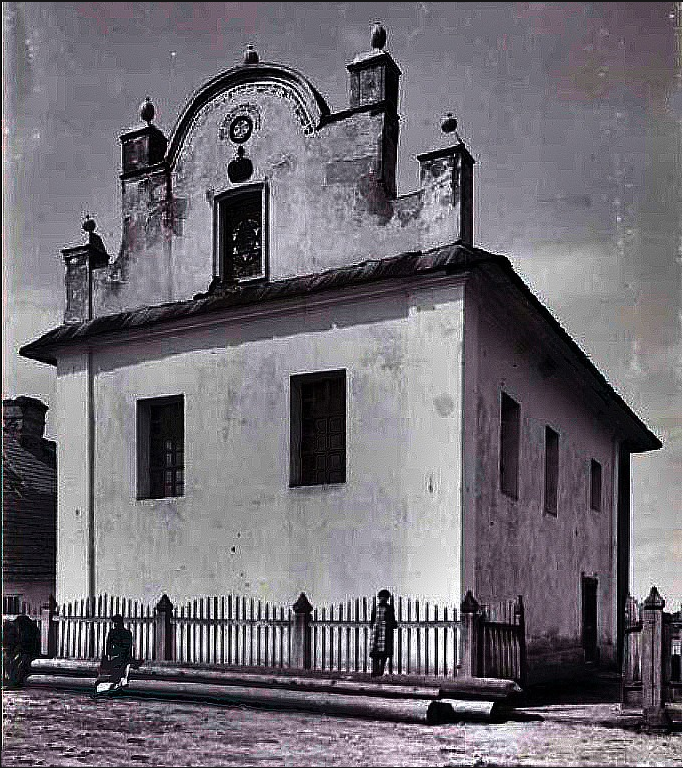
Кенеса в Галичі. Фото Альбін Фрідріх, 1912
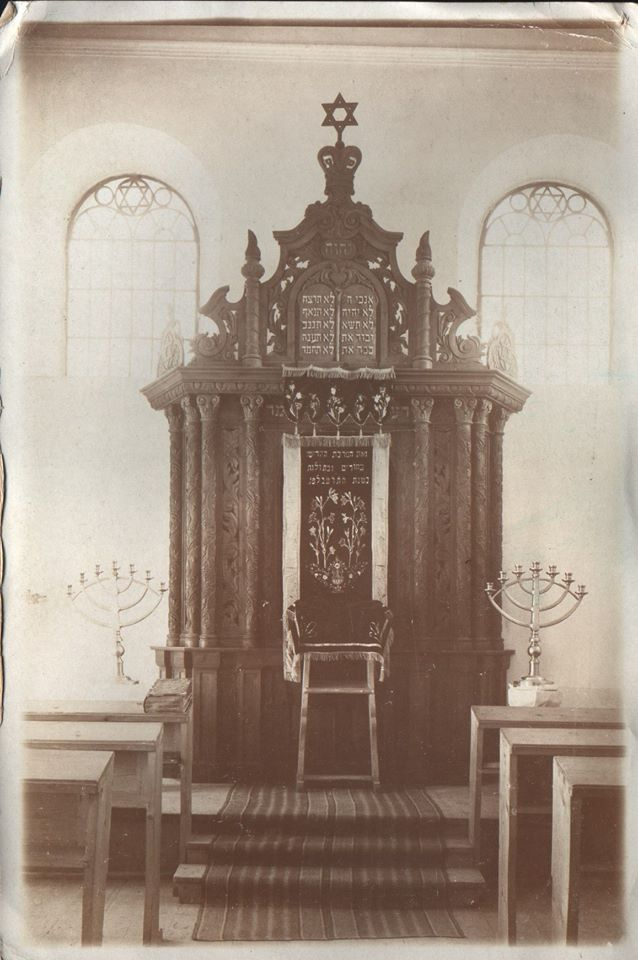
Гехал, 1914 рік
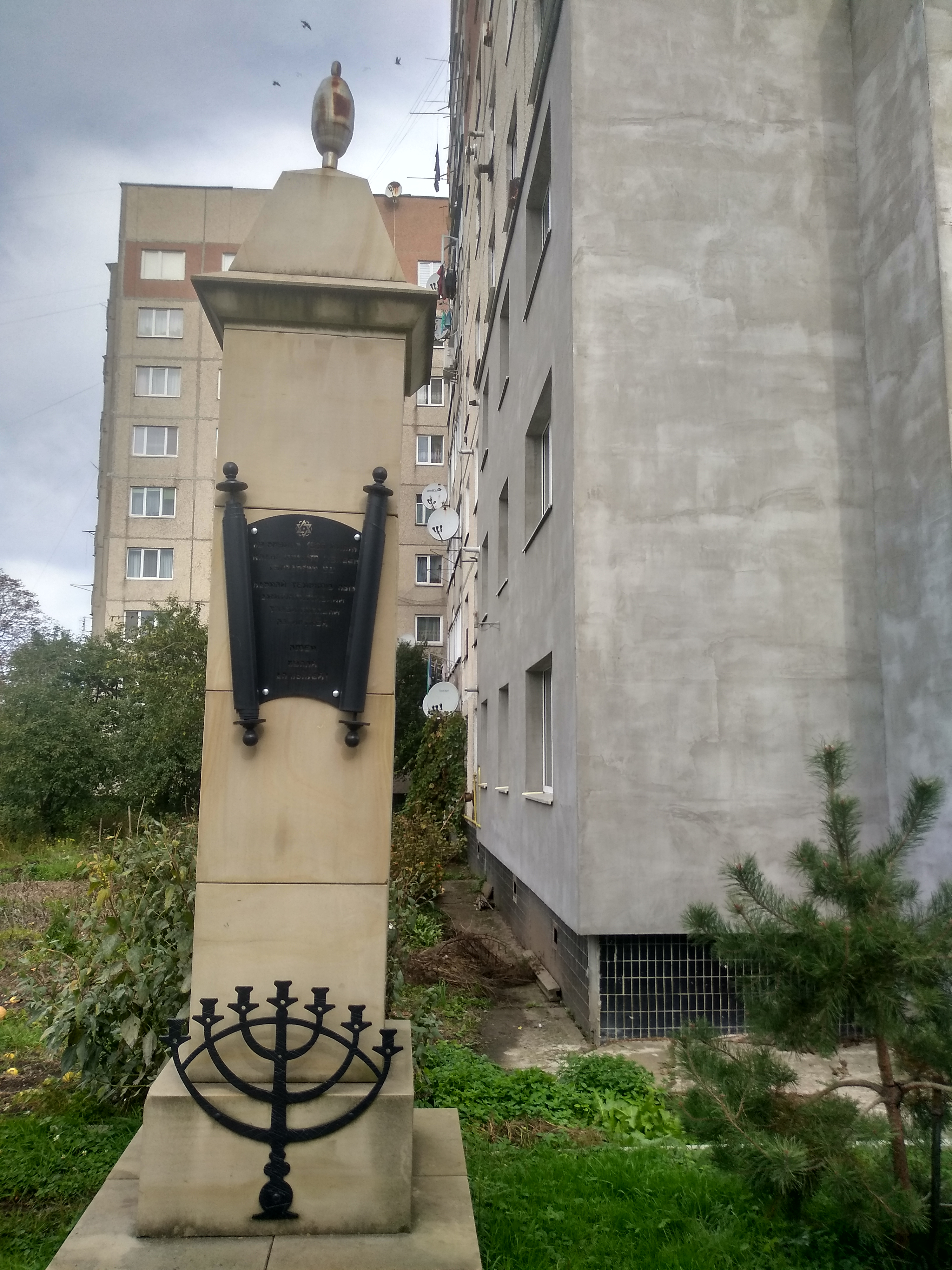
Пам'ятний знак на місці зруйнованої кенеси, 2019-2020